# Syzygium
Syzygium és un gènere amb una 500 espècies de plantes fanerògames pertanyent a la família Myrtaceae. Es desenvolupen en regions tropicals i subtropicals del Vell Món.
La majoria de les espècies són arbres i arbustos perennes. Diverses espècies es conreen com a planta ornamental pel seu atractiu fullatge i altres espècies produeixen fruits comestibles per al seu consum en fresc o en compotes, encara que la més important espècie és el clau (Syzygium aromaticum), que és una espècia molt important.

## Espècies seleccionades
- Syzygium aqueum
- Syzygium australe
- Syzygium aromaticum
- Syzygium buxifolium
- Syzygium cordatum
- Syzygium cumini
- Syzygium curanii
- Syzygium eucalyptoides
- Syzygium fibrosum
- Syzygium forte
- Syzygium grandis
- Syzygium guineese
- Syzygium jambos
- Syzygium javanicum
- Syzygium luehmannii
- Syzygium malaccense
- Syzygium nervosum
- Syzygium oblatum
- Syzygium oleosum
- Syzygium paniculatum
- Syzygium polyanthum
- Syzygium polycephaloides
- Syzygium polycephalum
- Syzygium pycnanthum
- Syzygium samarangense
- Syzygium smithii
- Syzygium suborbiculare
- Syzygium tetragonum
- Syzygium zeylanicum

## Espècies australianes
- Syzygium australe
- Syzygium corynanthum
- Syzygium crebrinerve
- Syzygium francisii
- Syzygium hodgkinsoniae
- Syzygium luehmannii
- Syzygium moorei
- Syzygium oleosum